# Сидлин, Абрам Моисеевич
Абрам Моисеевич Сидлин (5 декабря 1909, Москва — 27 сентября 1978, там же) — советский шашечный деятель. Мастер спорта (1927, по итогам III чемпионата СССР), заслуженный тренер СССР (1964), судья всесоюзной категории (1967).

## Биография
Сын Моисея Львовича Сидлина (1878—1952) и Сарры-Ривки Абрамовны Эдельштейн.
Победитель первого личного первенства ВЦСПС (1925), участник первых чемпионатов СССР по русским шашкам.

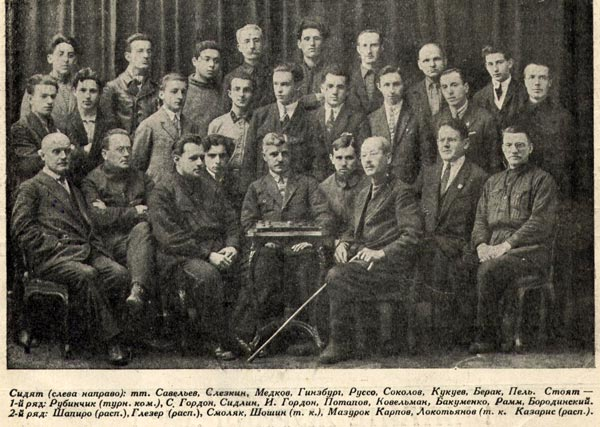
А. М. Сидлин (2-й ряд, 3-й слева) на коллективном снимке участников III Чемпионата СССР по русским шашкам

Автор «Шашечного кодекса СССР» (М., 1937), книг по теории шашек: «Первые уроки шашечной игры» (М., 1937) (написана совместно с Дмитрием Всеволодовичем Шебедевым, чемпионом СССР 1930 года (сохранился издательский договор № 1038 от 2 ноября 1935 года, где издательство «Физкультура и туризм» обязалось выплатить Сидлину и Шебедеву по 300 рублей за авторский лист)), «Задачник шашечной игры. Шашки в 12 уроков» (М.-Л., 1949), «Теория и практика шашечной игры» (Рига, 1950), «Как оценивать позицию в шашках» (М., 1966). Председатель Федерации шашек Москвы, возглавлял судейскую коллегию Федерации шашек СССР, активно вел шашечную работу в Федерации шашек ВЦСПС.
Как тренер воспитал около сорока мастеров, среди них Александр Моисеев, будущий чемпион мира по чекерсу. Как шашечный журналист работал в журналах «Шашки — в массы», «Шахматы и шашки в рабочем клубе», 64-шахматное обозрение и других изданий.
Один из дебютов (атака шашки g5) по-иному называется Защита Сидлина — Семёнова, Игра А.Сидлина — А.Семёнова, Игра Сидлина — Семёнова.
Участник Великой Отечественной войны.
Известно его письмо с фронта дочери Лиде (родилась 23.06.1938).

1\I.44
Дорогая моя хорошая доченька Лидочка!
Пишу тебе в день праздника Нового года — в день, когда все ребятки празднуют елку. Была-ли ты на елке? Понравилась она тебе или нет? Какие игрушки тебе больше всего понравились? Давали-ли Вам подарки? Нарисуй мне эту елку с игрушками? Показала-ли ты елку и игрушки братику Веничке? Ему ведь тоже интересно посмотреть на разукрашенную елку. Ещё напишу тебе вот что — послушай. Меня фашисты ранили и я сейчас нахожусь в госпитале. Но этот госпиталь находится не в Томске, а далеко в другом городе. Теперь расскажу тебе, как меня ранили. В деревне, которая называется Ивановка, было много немцев-фашистов. Мы их оттуда выгнали и много много убили. В деревне возле каждого дома валялось много убитых фашистов, но некоторым живым удалось убежать.
Они очень на нас злились, что мы их так побили. Начали стрелять из пушки по деревне, откуда мы их выгнали и ранили меня и убили нашу лошадочку. Эта была белая красивая лошадка, её звали Роза. Я знаю, тебе конечно жаль меня. Но доктор перевязал мне рану и через м-ц она заживет.
Тогда мы фашистов набьем ещё больше. Поцелуй за меня братика. Передай привет дедушкам, бабушке, тете Хане, Миле.

Крепко тебя целую и буду ждать твоих писем. Твой папа Абраша — http://www.e-slovo.ru/235/60.htm
Упомянутый в письме братик — Зиновий Абрамович Сидлин, родился 21 октября 1942 года, — в будущем стал известным специалистом в области сварки, доктором технических наук, заслуженным изобретателем России.
Скончался 27 сентября 1978 года в Москве. Похоронен на Востряковском кладбище.
В память о Абраме Моисеевиче Сидлине проводится турниры